# Associazione Sportiva Massese 1974-1975
Questa pagina raccoglie le informazioni riguardanti l'Associazione Sportiva Massese nelle competizioni ufficiali della stagione 1974-1975.

## Rosa
| N. |                   | Ruolo | Calciatore        |
| -- | ----------------- | ----- | ----------------- |
|    | Italia (bandiera) | D     | Paolo Bellucci    |
|    | Italia (bandiera) | A     | Antonio Bongiorni |
|    | Italia (bandiera) | A     | Fabio Borzoni     |
|    | Italia (bandiera) | P     | Enzo Bravi        |
|    | Italia (bandiera) | D     | Angelo Buttini    |
|    | Italia (bandiera) | A     | Sergio Cini       |
|    | Italia (bandiera) | C     | Lorenzo Fulignati |
|    | Italia (bandiera) | P     | Massimo Grassi    |
|    | Italia (bandiera) | C     | Luigi Marcolongo  |
|    | Italia (bandiera) | A     | Bortolo Mutti     |
|    | Italia (bandiera) | C     | Domenico Neri     |

| N. |                   | Ruolo | Calciatore        |
| -- | ----------------- | ----- | ----------------- |
|    | Italia (bandiera) | C     | Sergio Orlandi    |
|    | Italia (bandiera) | D     | Luigi Podestà     |
|    | Italia (bandiera) | D     | Luigi Raschi      |
|    | Italia (bandiera) | D     | Arnaldo Ricci     |
|    | Italia (bandiera) | A     | Pietro Rossi      |
|    | Italia (bandiera) | C     | Libero Tognini    |
|    | Italia (bandiera) | C     | Claudio Vinazzani |
|    | Italia (bandiera) | D     | Domenico Vita     |
|    | Italia (bandiera) | D     | Giampiero Vitali  |
|    | Italia (bandiera) | D     | Vittorio Zanella  |